# Pervomaiske, Iuriivka
Pervomaiske (în ucraineană Первомайське) este un sat în comuna Preobrajenka din raionul Iuriivka, regiunea Dnipropetrovsk, Ucraina.

## Demografie
Componența lingvistică a localității Pervomaiske
     Ucraineană (91,91%)
     Rusă (8,09%)
Conform recensământului din 2001, majoritatea populației localității Pervomaiske era vorbitoare de ucraineană (91,91%), existând în minoritate și vorbitori de rusă (8,09%).